# Convergences et alternative
Convergences et alternative (abrégé en C&A) était une organisation politique française, membre du Front de gauche.

## Histoire
C&A est créé initialement le 17 mai 2009 comme courant interne du Nouveau Parti anticapitaliste (NPA) avec pour objectif de réaliser une union entre l'extrême gauche et la gauche antilibérale, avant de quitter le NPA à la suite du congrès de février 2011 et de rejoindre officiellement le Front de gauche en juin 2011.

### Objectifs initiaux
Ce courant se distingue par sa volonté d'alliances sur le terrain des luttes sociales comme sur le plan électoral avec les formations de la gauche antilibérale. Les principaux dirigeants de ce courant sont issus de la scission de l'association Unir et souhaitaient s'organiser au sein du NPA en tant que courant interne.
Ses membres sont favorables lors du congrès fondateur du NPA à une alliance électorale avec le PCF et le PG aux élections européennes de 2009, pour rassembler « les forces anticapitalistes et antilibérales », sans préalable dans la relation au PS, ni de durabilité d'une telle alliance. Après l'échec des discussions avec ces deux partis, Convergences et alternative fait campagne pour le NPA lors de ces européennes comme le reste de l'organisation.
À sa création le 17 mai 2009, Convergences et alternative revendique un millier de soutiens au sein du NPA. Cependant, aucun vote interne n'a jamais permis de confirmer ce chiffre.

### Scission avec le NPA
Lors du congrès du NPA de février 2011, le courant Convergences et alternative participe à la position 3, la plus favorable à une alliance électorale avec le Front de gauche. La plate-forme qu'il soutient arrive en troisième position avec 27,20 % des votes des militants et 26,4 % des votes des délégués. À la suite de ce congrès, le courant C&A décide de quitter le NPA et de se constituer en organisation autonome, choix confirmé lors de son conseil national des 8 et 9 avril 2011. L'organisation rejoint alors le Front de gauche en vue de l'élection présidentielle française de 2012 et participe au premier meeting de campagne du Front de gauche le 29 juin 2011.

### Dissolution
Début 2013, Convergences et alternative mène un processus de rapprochement avec la Gauche anticapitaliste et la Gauche unitaire (scissions respectivement du NPA et de la LCR) ainsi que la FASE et Les Alternatifs. Ce processus a abouti à la création du mouvement Ensemble en novembre 2013 et à la dissolution de Convergences et alternative lors de sa réunion nationale du 7 février 2014.